# Табуле

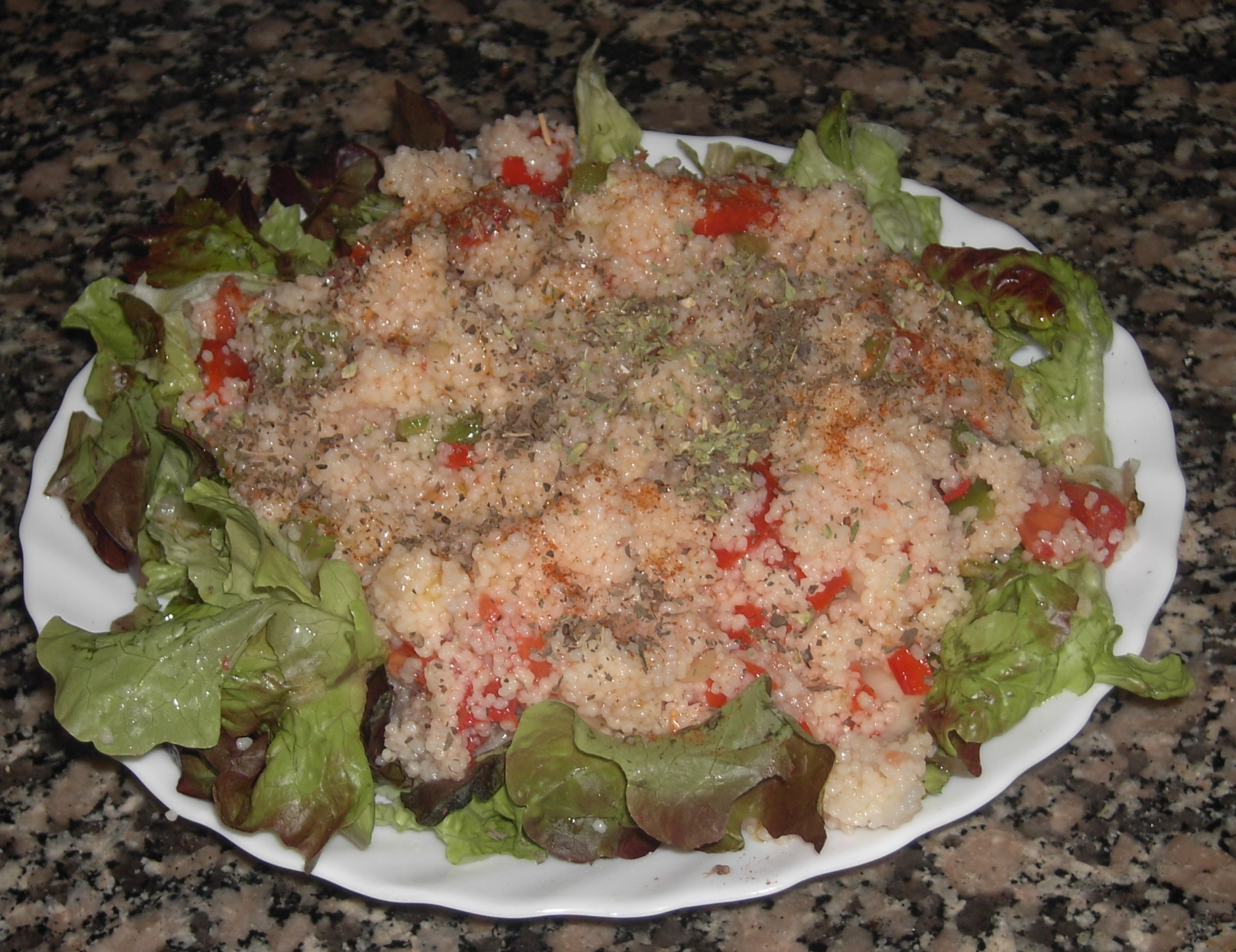
Табуле на листі салату

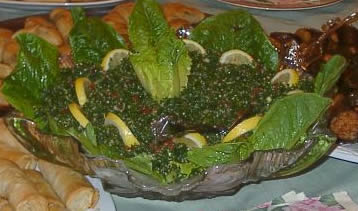
Сирійський табуле з листям салату та скибочками лимону

Табуле (араб. تبولة, івр. טאבולה, вірм. Թապուլէ, Թաբուլե) — східний салат, закуска. Основними інгредієнтами є булгур та дрібно посічена зелень петрушки. Додатковими інгредієнтами можуть бути м'ята, помідори, зелена цибуля, інші трави та спеції. Табуле заправляється лимонним соком з оливковою олією. Батьківщиною цієї страви є Ліван та Сирія, в них табуле нерідко подається на листі салату. Іноді замість булгура використовується дрібніша пшенична крупа — кус-кус.

## Приготування
Булгур (або кус-кус) готується майже до готовності, після чого йому дають трохи охолонути. Листя петрушки відокремлюють від гілочок (використовуються лише листя) та дрібно січуть. Інші овочі (помідори, зелена цибуля) також дрібно ріжуться. Теплий булгур заправляється лимонним соком та оливковою олією, сіллю, перцем та іншими спеціями, до нього додаються петрушка та овочі.

## Додаткові факти
- Найвідомішу чашу салату табуле було приготовано 9 червня 2006 року в місті Рамалла, вона важила більше півтори тони. Цей рекорд потрапив до «Книги рекордів Гіннесса».[1]